# Rebote (baloncesto)

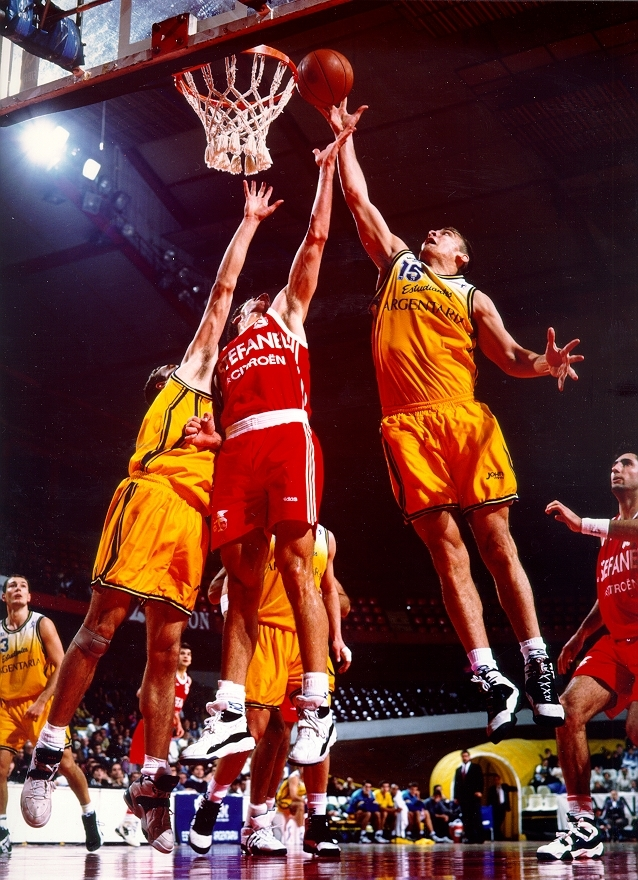
Iñaki de Miguel, del CB Estudiantes, intentando capturar un rebote.

Un rebote en baloncesto es el acto de conseguir la posesión del balón después de un lanzamiento de campo o de un tiro libre fallado. Son uno de los objetivos fundamentales de los jugadores altos de un equipo, aunque cualquier jugador en pista puede intentar conseguirlos.

## Tipos de rebote
Los rebotes están divididos en dos principales categorías: por un lado, los rebotes ofensivos, que son aquellos que recupera un equipo cuando ataca, sin cambiar la posesión del balón dando la oportunidad de otro tiro, y por otro, los defensivos, en los cuales el equipo que defiende gana la posesión tras un lanzamiento o canasta fallado por el oponente. Estos últimos son más habituales, debido a que el equipo que defiende está permanentemente más cerca del aro. Además, en muchas estadísticas oficiales de los principales campeonatos de baloncesto, constan también los denominados "rebotes de equipo", que son aquellos en los que, tras un lanzamiento fallido, no está claro qué jugador se ha hecho con el control del balón, por ejemplo cuando este sale rechazado fuera de la pista impulsado por un jugador del equipo contrario.
Los rebotes se anotan en las estadísticas a aquellos jugadores que ganan claramente la posesión tras un lanzamiento a canasta. Suelen ser labor de los hombres más altos de cada equipo, como los pívots o los ala-pívots. sin embargo, a lo largo de la historia ha habido gente pequeña, jugando en posiciones alejadas del aro, con una especial habilidad para capturarlos, como es el caso de Jason Kidd, base de los Dallas Mavericks, que lideró en sus dos últimas temporadas en los Nets a su equipo en esta faceta.

## Grandes reboteadores de la NBA
- Wilt Chamberlain; lideró la NBA en rebotes en 11 temporadas diferentes, teniendo el récord de ser el que más rebotes ha conseguido en una carrera en la temporada regular, con 23.924, el mejor porcentaje (22,9 por partido), el que más rebotes ha conseguido en una única temporada (2.149), la mejor media (27,2), el que más rebotes ha conseguido en un único partido (55) y en un encuentro de play-off (41).[2]

- Bill Russell; fue el primer jugador en promediar más de 20 rebotes en una fase regular. Es el segundo en rebotes totales tras Chamberlain en la historia de la NBA tanto en el total como en el porcentaje. Promedió más de 20 capturas por partido en 10 de sus 13 temporadas como profesional.[3]

- Bob Pettit; promedió 20,3 rebotes por partido en la temporada 1960-61, su media en el total de su carrera fue de 16,2 rebotes, siendo el tercero mejor de todos los tiempos. Mantiene un récord en los All Stars al conseguir 26 en 1958 y 27 en 1962.[4]

- Nate Thurmond; promedió más de 20 rebotes en dos temporadas diferentes, con una media total al final de su carrera de 15,0 por encuentro. Mantiene un récord de la NBA al ser el que más rebotes ha conseguido en un cuarto con 18.[5] Es, junto a Bill Russell y Wilt Chamberlain el único jugador capaz de conseguir más de 40 rebotes en un partido.

- Jerry Lucas; promedió más de 20 rebotes por partido en dos temporadas (incluyendo 21,1 en la 1965-66), y tuvo una media a lo largo de su carrera de 15,6 por noche.[6]

- Moses Malone; lideró la liga en rebotes por partido en 6 temporadas diferentes, con un máximo de 17,6 por partido en la 1978-79. es el quinto máximo reboteador de la historia de la NBA, y el tercero si se tienen en cuenta sus temporadas en la ABA.[7]

- Dennis Rodman; lideró la liga en rebotes en 7 temporadas diferentes, con un máximo de 18,7 en la 1991-92. A pesar de contar con desventaja de estatura contra la mayoría de sus rivales, Rodman dedicó miles de horas a estudiar vídeos de partidos para analizar distintas trayectorias del balón al rebotar y poder intuir en qué dirección saldría el rebote.[8]

- Dwight Howard; único jugador en liderar la liga en rebotes en tres ocasiones antes de cumplir 25 años. Lideró la liga en rebotes en 5 temporadas diferentes.